# Metapogon tricellus
Metapogon tricellus là một loài ruồi trong họ Asilidae. Metapogon tricellus được Wilcox miêu tả năm 1964. Loài này phân bố ở vùng Tân Bắc giới.